# Зарубіно (Бурятія)
Зарубіно (рос. Зарубино) — село Джидинського району, Бурятії Росії. Входить до складу Сільського поселення Дирестуйське.
Населення — 308 осіб (2015 рік).